# Sleep Dirt
| 전문가 평가                   | 전문가 평가 |
| 평가 점수                     | 평가 점수   |
| 출처                          | 점수        |
| ----------------------------- | ----------- |
| AllMusic                      | [ 1 ]       |
| Christgau's Record Guide      | B−          |
| The Rolling Stone Album Guide | [ 3 ]       |

《Sleep Dirt》는 1979년 1월 19일, 자신의 디스크리트 레코드에서 발매한 미국의 음악가 프랭크 자파의 스튜디오 음반으로, 워너 브라더스 레코드에서 배급했다. 이 음반은 빌보드 200 차트에서 175위에 올랐다.
자파의 원래 음반 제목은 《Hot Rats III》였다. 원래 제목에서 알 수 있듯이 자파는 《Hot Rats》 (1969년), 《Waka/Jawaka》 (1972년)와 같은 재즈에 영향을 받은 록 음반의 후속작이라고 생각했다.
자파는 자신의 레이블에 소속되어 있었지만 1979년 이 음반의 오리지널 발매를 승인하지 않았다. 워너는 프로모션을 진행하지 않았고 발매 당시 팬들은 이 음반을 대부분 간과했다. 동시에 자파는 워너와 전 매니저 허브 코언과의 법적 문제를 설명하는 인터뷰를 진행했다. 1991년 CD 재발매는 자파의 승인을 받아 음반이 발행된 최초의 사례이다.
이 음반의 일부 곡은 원래 1972년에 《Hunchentoot》라는 자파 무대 뮤지컬을 위해 작곡되었다. 전체 스크립트가 존재하지만 이 프로젝트의 녹음은 완료되지 않았다.

## 녹음
이 음악은 1974년과 1976년에 로스앤젤레스의 레코드 플랜트와 콜로라도주의 카리부 랜치에서 녹음되었다. 1979년에 발매된 《Sleep Dirt》의 초기 LP는 전적으로 중요한 역할을 했다.
1982년 자파는 가수 타나 해리스에게 이 음반 〈Flambay〉, 〈Spider of Destiny〉, 〈Time is Money〉의 세 곡에 보컬을 추가해 달라고 요청했다. 해리스는 "드라크마: 우주 탐욕의 여왕"이라는 캐릭터의 역할을 노래한다. 자파는 1992년 인터뷰에서 보컬 버전이 원래 녹음하려고 했던 방식이었지만 원래 녹음 당시에는 보컬을 부를 수 있는 여성 보컬리스트를 찾을 수 없었다고 말했다.
비슷한 시기에 채드 웨커먼은 오리지널 드럼 파트를 대체한 〈Flambay〉, 〈Spider of Destiny〉, 〈Regyptian Strut〉의 새 드럼 트랙도 오버더빙했다. 웨커먼은 CD 노트에서 이 점을 인정받았지만 〈Time is Money〉에서 드럼을 오버더빙하지 않았다.

## 곡 목록
모든 곡들은 프랭크 자파에 의해 작사/작곡하였다.
| #  | 제목                  | 재생 시간 |
| -- | --------------------- | --------- |
| 1. | 〈Filthy Habits〉     | 7:33      |
| 2. | 〈Flambay〉           | 5:02      |
| 3. | 〈Spider of Destiny〉 | 2:54      |
| 4. | 〈Regyptian Strut〉   | 4:15      |

| #  | 제목                                   | 재생 시간 |
| -- | -------------------------------------- | --------- |
| 5. | 〈Time Is Money〉                      | 2:52      |
| 6. | 〈Sleep Dirt〉                         | 3:20      |
| 7. | 〈The Ocean Is the Ultimate Solution〉 | 13:20     |